# International Dictionary of Psychoanalysis
Das International Dictionary of Psychoanalysis (Dictionnaire international de la psychanalyse, 2002) ist derzeit das umfangreichste Nachschlagewerk zur Psychoanalyse. Es handelt sich um eine erweiterte Übersetzung des Dictionnaire international de la psychanalyse : concepts, notions, biographies, œuvres, événements, institutions, das unter der Leitung vom französischen Psychoanalytiker Alain de Mijolla (zusammen mit Sophie de Mijolla-Mellor, Roger Perron und Bernard Golse herausgegeben) zuerst 2002 bei Calmann-Lévy in Paris erschien (2. Auflage 2005, 3. Auflage 2013 bei Hachette Littérature).
Die drei Bände des Dictionary enthalten ausführliche Artikel zu Begriffen und Personen, zu psychoanalytischen Organisationen und zur Geschichte der Psychoanalyse in einzelnen Ländern.

## Herausgabe

### Auf Französisch
- 2002 (Erstauflage): Dictionnaire international de la psychanalyse (sous la direction d’Alain de Mijolla), 2 Bände (1.A/L und 2. M/Z), Paris, Calmann-Lévy, 2002
- 2005: Dictionnaire international de la psychanalyse (sous la direction d’Alain de Mijolla), 2 Bände (1.A/L et 2. M/Z), Paris, Hachette-Littérature
- 2013: Dictionnaire international de la psychanalyse (sous la direction d’Alain de Mijolla), 2 Bände (1.A/L et 2. M/Z), Paris, Hachette-Littérature

### Auf Englisch
- International Dictionary of Psychoanalysis, éd. Alain de Mijolla, 3 vol., Detroit, Thomson/Gale, 2005 (MacMillan Reference Books)

## Vergleichbare Nachschlagewerke
Andere neuere bedeutende Nachschlagewerke zur Psychoanalyse sind The Edinburgh international encyclopaedia of psychoanalysis und das Wörterbuch der Psychoanalyse von Élisabeth Roudinesco.
Aus begriffsgeschichtlicher Sicht ist Das Vokabular der Psychoanalyse von Jean Laplanche und Jean-Bertrand Pontalis zu nennen, welches eingehend die Entwicklung der Begriffe in Freuds Texten darstellt.